# فضائي: الأرض
فضائي: الأرض (بالإنجليزية: Alien: Earth) هو مسلسل أمريكي ينتمي إلى نوع الخيال العلمي والرعب، من ابتكار نواه هولي، ويستند إلى سلسلة أفلام إليان. تدور أحداثه كعمل تمهيدي تقع وقائعه عام 2120، أي قبل عامين من أحداث فيلم فضائي الأصلي الصادر عام 1979. يشارك في بطولته سيدني تشاندلر وتيموثي أوليفانت وأليكس لوثر وصمويل بلينكن و[[إيسي ديفيس] وأدارش غوراف. بدء عرض المسلسل لأول مرة على شبكتي إف إكس وإف إكس على هولو، وعلى منصة ديزني+ دولياً بتاريخ 12 أغسطس 2025.

## نبذة
عندما تتحطم السفينة الفضائية ماجينو وتهبط اضطرارياً على كوكب الأرض، تجد شابة نفسها برفقة مجموعة غير متجانسة من الجنود التكتيكيين في مواجهة مباشرة مع أكبر تهديد يواجه الكوكب.

## طاقم التمثيل

### الأدوار الرئيسية
- سيدني تشاندلر في دور ويندي، وهي أول كائن هجين يتم نقل وعيه البشري إلى جسد آلي، وهي شقيقة سي جي
- تيموثي أوليفانت في دور كيرش، المدرب والمرشد الصناعي لويندي
- أليكس لوثر في دور سي جي "هيرمت"، جندي بشري ومسعف
- صمويل بلينكن في دور بوي كافاليير، المدير التنفيذي البشري لشركة برودجي
- إيسي ديفيس في دور السيدة سيلفيا، وهي بشرية
- أدارش غوراف في دور سليتلي، وهو كائن هجين
- كيت يونغ في دور توتلز، وهو كائن هجين
- ديفيد رايزدال في دور آرثر، عالم بشري وزوج السيدة سيلفيا
- بابو سيسي في دور مورو، ضابط أمن سايبورغ (إنسان يحتوي جسده على أجزاء صناعية)
- جوناثان أجيي في دور سمي، وهو كائن هجين
- إرنا جيمس في دور كارلي، وهي كائن هجين
- ليلي نيوماك في دور نيبيز، وهي كائن هجين
- ديم كميل في دور سيبيريان، جندية بشرية
- أدريان إدموندسون في دور أتوم آينس

### الأدوار الثانوية
- مو بار إيل في دور رشيدي، جندي بشري
- ساندرا يي سينسيندايفر في دور يوتاني، وهي عضو بشري رفيع المستوى في شركة "وايلاند-يوتاني"
- ريخا مورجاني
- كارين ألدريدج في دور أحد أفراد طاقم السفينة المحطمة
- إنزو سيلينتي
- ماكس راينهارت
- أمير بطرس في دور أحد أفراد طاقم السفينة المحطمة
- فيكتوريا ماسوما
- توم مويا
- آندي يو
- مايكل سمايلي
- جيمي بيسبينغ
- تانابول تشوكسريدا

## حلقات
| ر. الإجمالي | العنوان               | المخرج           | الكاتب                      | تاريخ العرض الأصلي | عدد المشاهدات (بالمليون) |
| --- | --------------------- | ---------------- | --------------------------- | ------------------ | ------------------------ |
| 1 | «نيفرلاند»            | نواه هولي        | نواه هولي                   | 12 أغسطس 2025      | TBD                      |
| في عام 2120، كانت خمس شركات تتحكم في كوكب الأرض والنظام الشمسي المستعمر، من بينها شركة برودجي التي تأسست حديثًا. كانت السفينة البحثية الفضائية "يو إس سي إس ماجينو" التابعة لشركة وايلاند-يوتاني، وهي من الفئة "سي" المخصصة للرحلات الفضائية العميقة، تقترب من الأرض بعد بعثة استمرت خمسة وستين عامًا لجمع عينات من كائنات خارجية، من بينها "فيسهاغرز". على الأرض، في جزيرة نيفرلاند البحثية التابعة لشركة برودجي، أصبحت الطفلة مارسي هيرمت، التي كانت تعاني من مرض عضال، أول كائن هجين بعد نقل وعيها البشري إلى جسد صناعي بالغ، وأعادت تسمية نفسها "ويندي". وبمساعدة مرشدها الصناعي كيرش، بدأت بالتأقلم مع جسدها الجديد، وأشرفت على أطفال آخرين يخضعون للإجراء نفسه. تعطل في أنظمة الملاحة أدى إلى انحراف مسار ماجينو، مما جعلها تتجه نحو الأرض، وأدى ذلك إلى تسرب بعض العينات. هاجم أحد الكائنات الـ"زينومورف" البالغين طاقم السفينة وقتل معظمهم. تحطمت السفينة في برج بمدينة برودجي "نيو سيام"، حيث كان شقيق ويندي البشري جو هيرمت يعمل كمسعف وجندي تابع للشركة. أعلن المدير التنفيذي بوي كافاليير أن محتويات ماجينو أصبحت ملكًا لشركة برودجي، وأرسل كيرش وويندي وبقية الهجناء للمساعدة في عمليات البحث والإنقاذ لاختبار قدراتهم المتطورة. كان ضابط الأمن مورو قد نجا من التحطم بعد احتمائه في غرفة محصنة، وتحرك لحماية الشحنة، محتجزًا جنديين من برودجي، لكنهما قُتلا على يد كائن طفيلي يشبه الدودة العلقة. وفي حديث مع كيرش، أخبرت ويندي أنها تريد إنقاذ شقيقها من الموت. |                       |                  |                             |                    |                          |
| 2 | «مستر أكتوبر»         | دانا غونزاليس    | نواه هولي                   | 12 أغسطس 2025      | TBD                      |
| يخبر كافاليير زميلته السيدة سيلفيا أنه أنشأ مشروع الهجناء لمنافسة الذكاء الاصطناعي، ومنح ويندي قدرات إضافية لأنه يرغب في ابتكار شخص أذكى منه. يرفض كافاليير طلب شركة وايلاند-يوتاني بتأمين محتويات ماجينو المملوكة لها، محذرًا من أن أي تدخل في أراضيه سيُعد عملًا عدائيًا. يتعرض هيرمت لمطاردة من كائن زينومورف ويفترق عن زملائه، حيث يطارده إلى الطوابق العليا من البرج ويقتل جنديًا آخر، ثم يرتكب مجزرة في شقة يسكنها أثرياء رفضوا الإخلاء. ينقذه مورو الذي يصعقه هو والزينومورف، لكن الكائن يستعيد وعيه ويهرب بعد قتل عدد كبير من الجنود، فيما يبقي مورو على قيد الحياة. عند وصولهم إلى مدينة برودجي، يواجه الهجناء توتلز وسمي ونيبز وكارلي كائنين فضائيين خطيرين آخرين. تعثر ويندي على شقيقها برفقة الهجين سليتلي، لكنه لا يتعرف عليها، ليكشف له سليتلي حقيقتها، ما يصدم هيرمت الذي كان يظن أن ويندي، أو مارسي، قد ماتت. يواجه الثلاثة عددًا من بيض الزينومورف ويتلقون أوامر من كيرش باحتوائه حتى وصول فريق المواد الخطرة. لكن الزينومورف يجرّ هيرمت بعيدًا، لتنطلق ويندي في مطاردة لإنقاذه. |                       |                  |                             |                    |                          |
| 3 | «التحول»              | دانا غونزاليس    | نواه هولي وبوب دي لورنتيس   | 19 أغسطس 2025      | TBD                      |
| 4 | «المراقبة»            | أوغلا هاوكسدوتير | نواه هولي وبوباك إسفرجاني   | 26 أغسطس 2025      | TBD                      |
| 5 | «في الفضاء لا أحد...» | نواه هولي        | نواه هولي                   | 2 سبتمبر 2025      | TBD                      |
| 6 | TBA                   | TBA              | نواه هولي وليزا لونغ        | 9 سبتمبر 2025      | TBD                      |
| 7 | TBA                   | TBA              | نواه هولي وماريا ميلنك      | 16 سبتمبر 2025     | TBD                      |
| 8 | TBA                   | TBA              | نواه هولي وميغيزي بينسونييو | 23 سبتمبر 2025     | TBD                      |

## روابط خارجية
- الموقع الرسمي
- فضائي: الأرض  على قاعدة بيانات الأفلام على الإنترنت (بالإنجليزية).